# Marcel Budală
Marcel Budală (n. 9 iulie 1926, Câmpina, Prahova, România – d. 6 ianuarie 1989, București, România) a fost un cunoscut acordeonist român de origine romă, faimos pentru interpretarea muzicii lăutărești și făcându-se cunoscut ca instrumentist solist și acompaniator în Orchestra de muzică populară Radio.

## Biografie
S-a născut la data de 9 iulie 1926. Mama sa era din Câmpina, iar tatăl său din Iași. Ambii aveau ascendență muzicală . Gheorghe Sarău precizează: "S-a spus greșit că tatăl și mama lui Marcel Budală nu erau muzicieni. Dimpotrivă, tatăl lui Marcel Budală - Anton (Tonică) Budală - cânta la pian, iar mama lui, tot de etnie romă, era solistă vocal. Anton a mai avut doi frați - pe Mircea și Mihai (m. în 1981) - tot la Câmpina - și trei surori: Sofita (la Iași), Muțu și Marcela - la București. Tatăl acestor șase copii a fost Theodor Budallă (bunicul lui Marcel Budală), care a cântat la curtea țarului rus, la Moscova și Astrahan'. La Iași, familia acestuia a venit la începutul sec. XX, cu primii patru din cei șase copii, oricum, în ziua de 23 iulie 1910, Theodor își cumpărase împreună cu soția lui casă în Iași (conform unei fotografii deținută de Constantin Budală, fiul lui Mihai Budală, m. 1981). De la Iași, băieții au venit la Câmpina (Anton - zis Tonică, Mircea și Mihai - zis Mielu). Mama lui Marcel Budală avea să decedeze de tânără, astfel că Anton Budală vine la București. Aici se recăsătorește cu Măria ("Doamna Mary") cu care au locuit, mai întâi, în Drumul Taberei, pe str. Odgonului, după care - în  zona 1 Mai - Arcul de Triumf. Marcel Budală, în schimb, a locuit singur, necăsătorit, în zona Gării de Nord, într-o garsonieră. A doua soție a lui Anton Budală a decedat prin 1987, a fost incinerată, apoi a murit Marcel Budală (06.01.1989), după care și tatăl său, tot în anul 1989. Tatăl său a fost cel care l-a înmormântat pe Marcel Budală la Cimitirul "Sf. Vineri" din București (mormânt în parcela 16 bis), dar, ulterior, rămășițele sale au fost exhumate de acolo și, după cum se susține, "au fost mutate de niște rude la țară".
În 1933 începe să învețe să cânte la pian, putând trece ușor la acordeon. 
În 1940 renunță complet la pian în favoarea acordeonului, devenind, alături de Gheorghe Trandafir, unul din primii acordeoniști din București.
În 1945 debutează pe scena Teatrului „Alhambra” din București într-o formație de muzică populară.
În 1946, terminându-și liceul, este încadrat în orchestra de muzică populară a Direcției Generale a Serviciului Muncii (DGSM), dirijată în acea perioadă de cunoscutul Iancsi Korossy.
În 1949 este angajat în cadrul Orchestrei de muzică populară a Radiodifuziunii ca solist instrumentist.
În perioada 1960-1968, colaborează cu mari dirijori și șefi de orchestre, notabili fiind Victor Predescu, Constantin Mirea, Radu Voinescu și Nicu Stănescu. 
A întreprins numeroase turnee artistice atât în țară, cât și în străinătate, în Bulgaria, Germania, Iugoslavia, Israel și Franța.

## Decesul
Moare la data de 6 ianuarie 1989 la București.

## Distincții
- Ordinul Meritul Cultural clasa a V-a (12 septembrie 1968) „pentru merite deosebite în activitatea muzicală”[5]